# Dasophrys androclea
Dasophrys androclea är en tvåvingeart som först beskrevs av Walker 1849.  Dasophrys androclea ingår i släktet Dasophrys och familjen rovflugor. Inga underarter finns listade i Catalogue of Life.